# Boris Mikhaïlov (fotógrafo)
Boris Andreïevitch Mikhaïlov, en idioma ruso Борис Андреевич Михайлов, (n. 25 de agosto de 1938) es un fotógrafo ucraniano.
Estudió ingeniería por lo que comenzó ejerciendo de ingeniero, sin embargo, se interesó por la fotografía aprendiéndola de un modo autodidacta y con 28 años realizó sus primeras fotos, dedicándose a producir fotografías. Tuvo que abandonar su trabajo de ingeniero al considerar la KGB como pornografía unas fotografías que había realizado de su mujer desnuda, por tanto desde finales de la década de los sesenta se dedicó de modo exclusivo a la fotografía. 
Su obra se encuentra próxima a una fotografía conceptual opuesta al realismo socialista que existía en la Unión Soviética; en sus series ha empleado escenificaciones, fotografías coloreadas o imágenes antiguas con un tratamiento nuevo. Entre 1968 y 1975 realizó una serie fotográfica conocida como la "Serie Roja" en la que utilizaba de modo predominante el color rojo al fotografiar a las personas y la vida en la ciudad de Járkov. Entre 1971 y 1985 realizó una serie llamada Luriki que eran retratos de personas coloreados a mano en su mayor parte. En 1980 hizo una serie titulada Salt Lake en la que recogía fotografías de personas bañándose en una zona de vertidos industriales, realizada en blanco y negro con algunas viradas al sepia. En 1982 la serie Viscidity que eran fotos en blanco y negro que incorporaban textos. En 1993 la serie At Dusk evoca la evacuación durante la Segunda Guerra Mundial aunque recoge la vida de las personas humildes en Ucrania a finales del siglo XX; las fotografías están realizadas con un viraje en azul. En 1999 la serie Case History trata sobre la vida de las personas sin hogar.
En 1997 recibió el Premio Albert Renger-Patzsch y en el año 2000 el Premio internacional de la Fundación Hasselblad, al año siguiente el Premio Citibank y el Premio Krazna Krausz al mejor libro.